# Deutsches Orthodoxes Dreifaltigkeitskloster Buchhagen

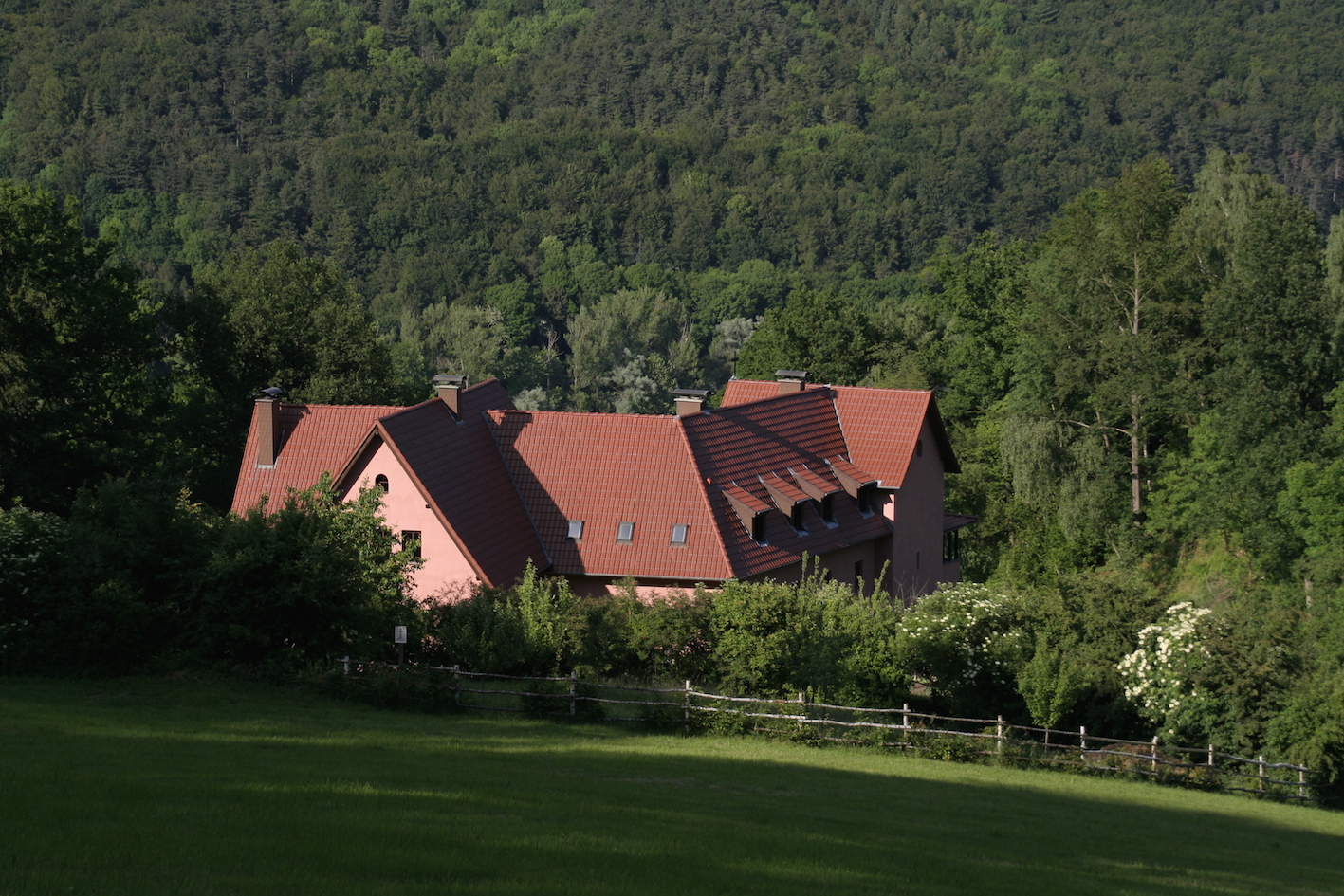
Das Dreifaltigkeitskloster im Frühsommer (2009)

Das Deutsche Orthodoxe Dreifaltigkeitskloster Buchhagen ist eine Niederlassung orthodoxer Mönche in Buchhagen, einem Ortsteil der Kleinstadt Bodenwerder im niedersächsischen Landkreis Holzminden. Es ist das einzige Kloster der bulgarischen-orthodoxen Metropolie von West- und Mitteleuropa und sieht sich in der Tradition der Athosklöster. Die Gebäude verbinden in der Architektur den byzantinischen Stil mit dem der sächsischen Vorromanik. Im Kloster leben derzeit (2021) sechs Mönche, unter ihnen zwei Priestermönche, ein Diakon und ein Novize. Im Kontext der selbsternannten "Neuen Rechten" soll das Kloster laut Medienberichten eine wichtige Rolle spielen.

## Geschichte
1985 begann in einer Wohnung im damaligen West-Berlin eine kleine der Orthodoxie zugehörige Gemeinschaft von drei Männern mit einem gemeinsamen religiösen Leben mit liturgischem Chorgebet und bereitete eine Klostergründung vor. Nachdem die notwendigen finanziellen Mittel aufgebracht werden konnten, wurde eine Stiftung gegründet und 1990 nach langer Suche ein Grundstück in Buchhagen gekauft. Das Dreifaltigkeitskloster Buchhagen wird von Abt Johannes Pfeiffer (* 1955) geleitet, der zuvor in Berlin Musik und Religionswissenschaften studierte und nach seiner Konversion zur Orthodoxie im Jahr 1984 die Mönchsweihe auf dem Athos empfing.
Die Mönche erbauten in zumeist eigener Arbeit ein Konventsgebäude mit Kapelle sowie die Krypta zu einer Klosterkirche. Zu Ostern 1992 konnte die Gemeinschaft in den fertiggestellten ersten Bauabschnitt einziehen. Der bulgarische orthodoxe Metropolit Symeon weihte 1994 das Kloster und 1996 die Krypta. Im Juni 2021 wurde der Bau der Klosterkirche über der vorhandenen Krypta in Angriff genommen.

## Architektur

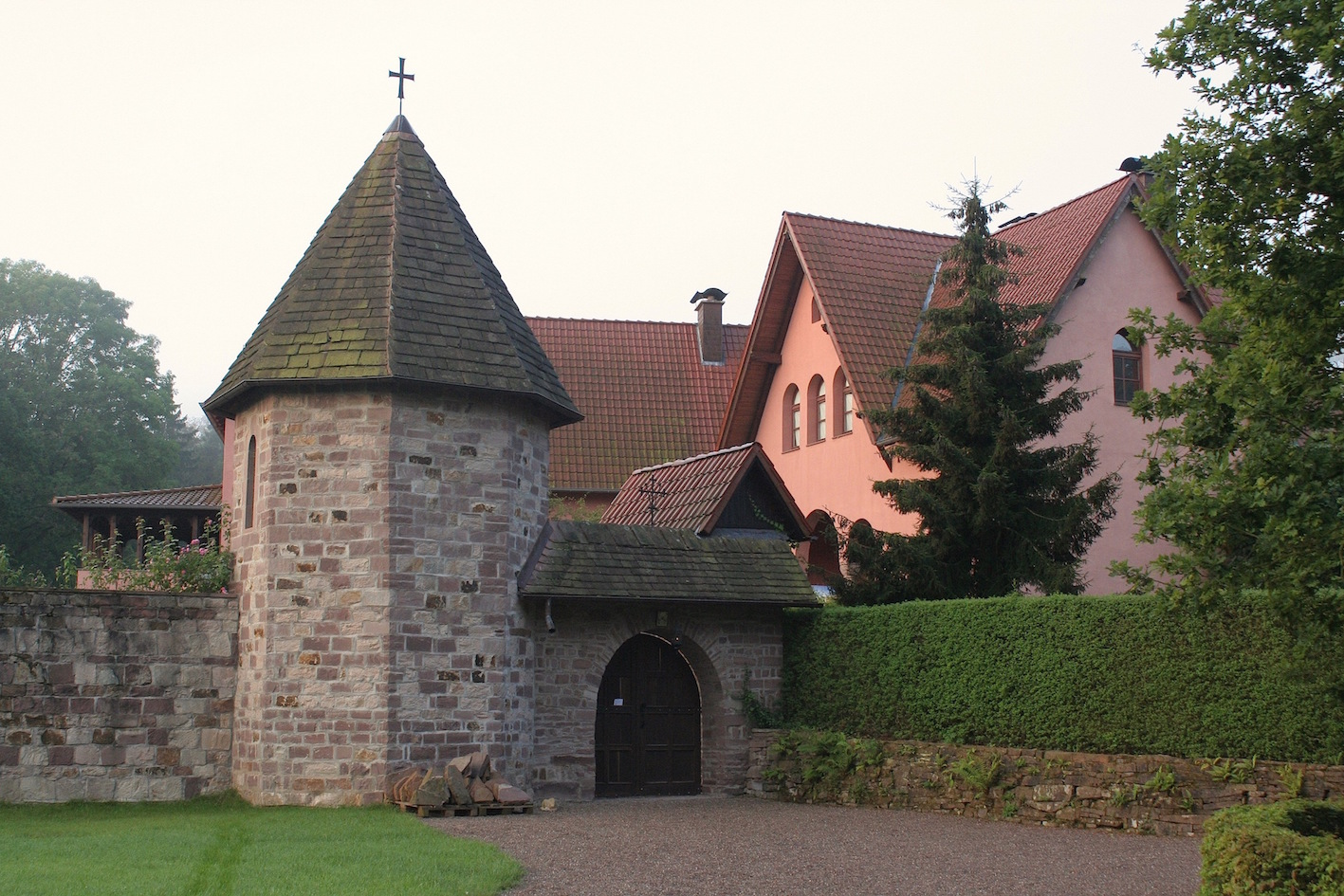
Pforte des Dreifaltigkeitsklosters Buchhagen mit Michaelsturm

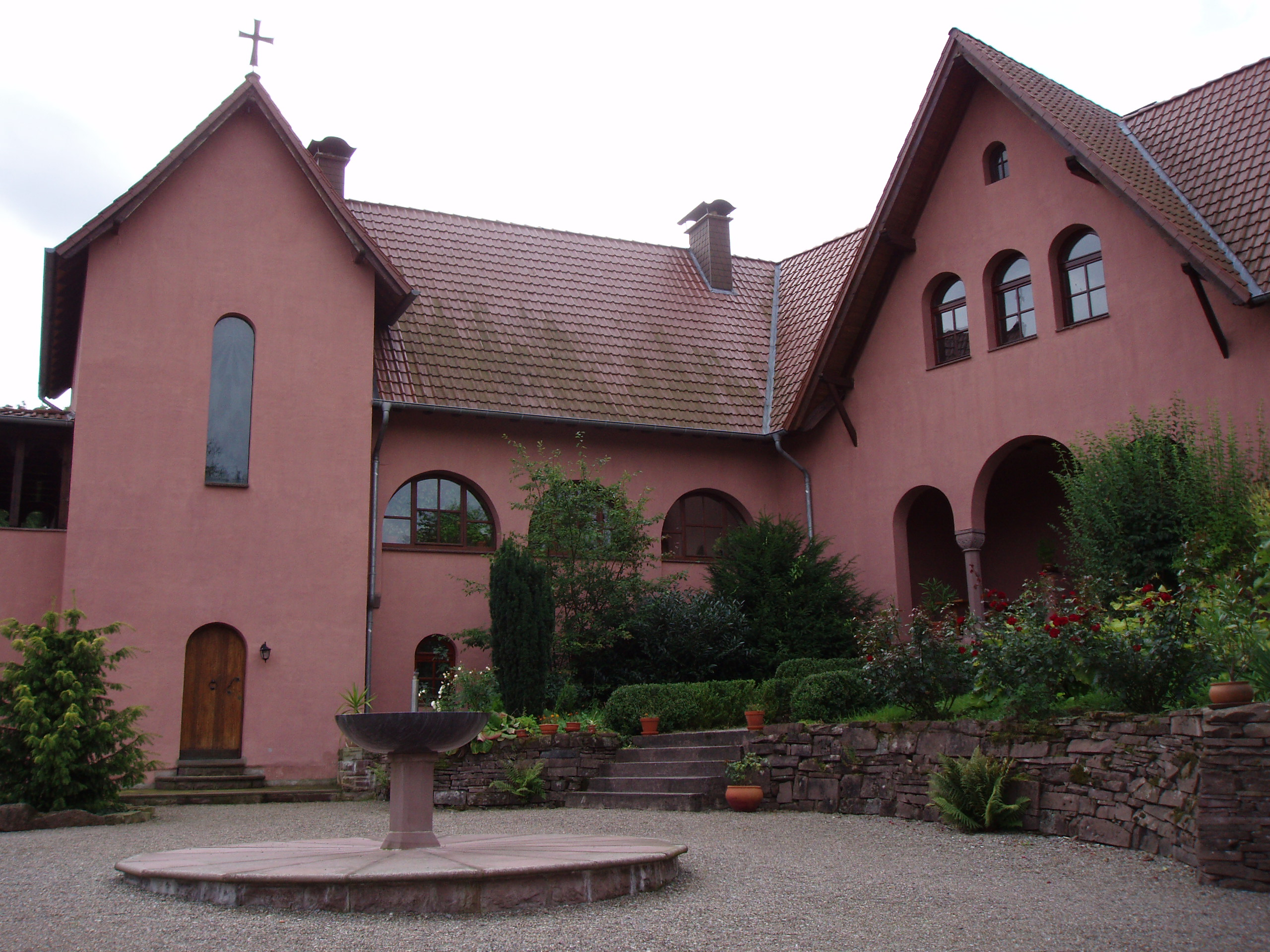
Innenhof des Dreifaltigkeitsklosters Buchhagen, Zustand 2006

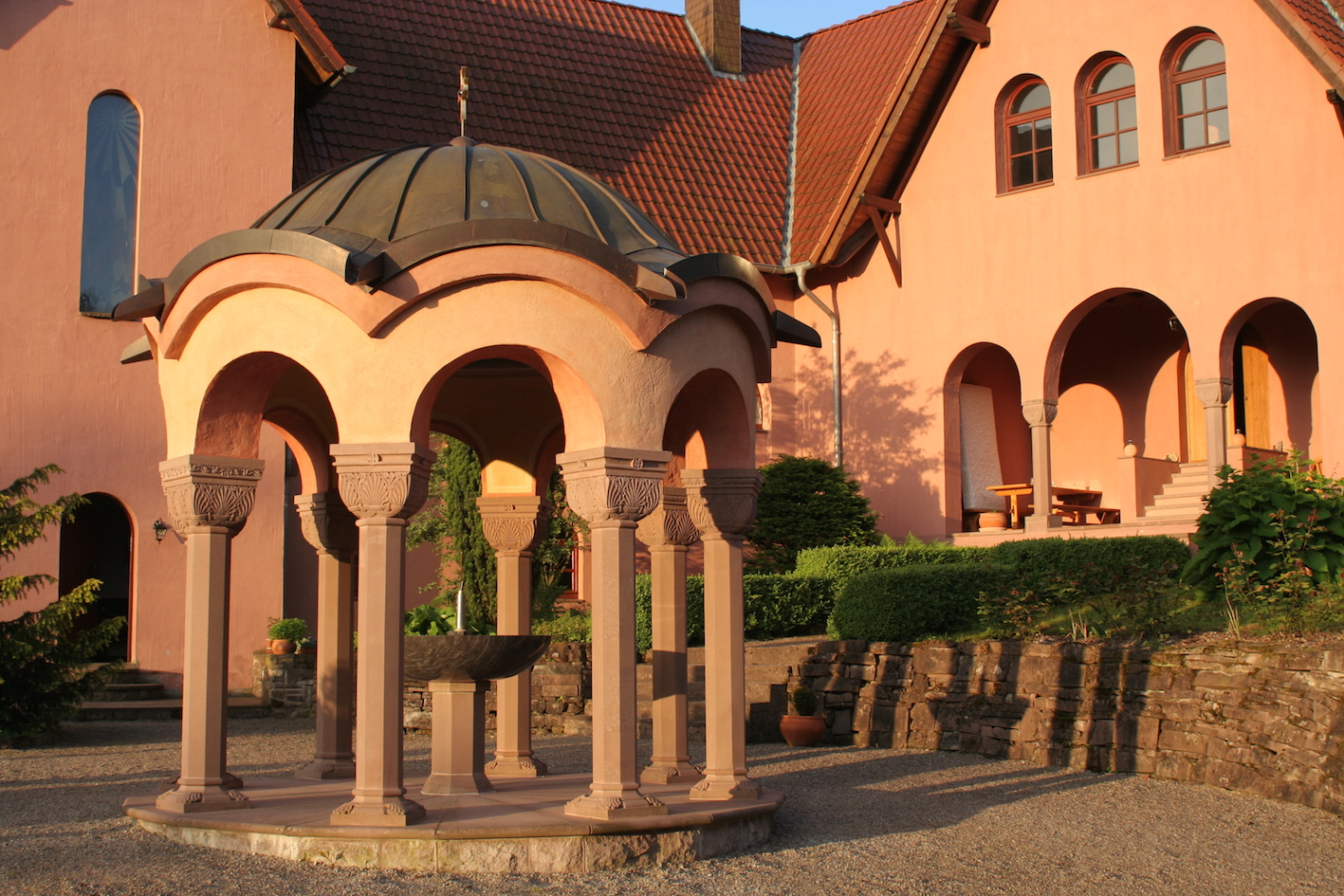
Innenhof mit Weihwasserbrunnen als Monopteros (2010)

Die Bauplanung stammt von Abt Johannes. Die Bauformen orientieren sich weltweit einmalig sowohl an den Einsiedeleien und Klöstern auf dem Heiligen Berg Athos als auch an der im Oberweserraum verbreiteten altsächsischen Vorromanik. Ausführende Planung, Statik- und Bauorganisation nahm der Detmolder „St.-Martin-Orden“ vor.
Alle Bauwerke sind entsprechend der kirchlichen Überlieferung angeordnet. Das Katholikon ist nach Osten ausgerichtet. Über der bereits vorhandenen Krypta, dem „Tempel der göttlichen Weisheit“, soll noch die Dreifaltigkeitskirche gebaut werden. Der Weihwasserbrunnen als Monopteros auf acht Säulen mit Kuppel enthält Elemente der Vorromanik der Weserregion. Er ist der Mutter Gottes, der „lebenspendenden Quelle“ geweiht, weswegen deren Bild die Kuppel ziert. Der unmittelbar neben der Pforte errichtete „Michaelsturm“ fungiert als „Beschützer des Heiligtums“ und soll später einmal die Glocken aufnehmen. An der Nordostecke des Hofes befindet sich der Marienturm.
Die Krypta nimmt die liturgische Gestalt frühchristlicher Kirchen mit Ambo nebst Leuchter und Zelebrantensitz auf. Der kleine Raum ist in den Hang gebaut und von Süden durch einen Narthex erschlossen. Im vorderen Bereich befinden sich zwei Gewölbe mit den Sitzen der Mönche, die den Raum zur Kreuzform erweitern. Westlich der Sakristei befindet sich eine Nachbildung des heiligen Grabes von Jerusalem.
Das Kloster ist von einer Mauer mit achteckigen Spitztürmchen umgeben. Es kann nur durch eine halbrunde Holzpforte betreten werden, über der eine Ikone angebracht ist. Das zweistöckige Klostergebäude besitzt Rundbogenfenster und eine Säulenterrasse. Eine Steintreppe führt zunächst in ein kleines Gärtchen und danach hinunter zur Krypta.

## Reliquien
Das Kloster besitzt eine bedeutende Reliquiensammlung. Als Altarreliquien wurden dem Kloster vom Heiligen Synod der bulgarischen orthodoxen Kirche bei der Weihe der Krypta durch den Metropoliten Symeon am 30. Juli 1996 Reliquien des Alexander von Rom und der unschuldigen Kinder von Bethlehem übergeben. Später kamen noch Reliquien des Abtbischofs Vitalis von Salzburg und der Ärzte Kyros und Johannes hinzu, sowie Reliquien des Mönchsvaters Columban, der Märtyrer Vitus, Auxentios, Charalampos und der rumänischen Neumärtyrer aus dem 20. Jahrhundert.
Aus der ehemaligen Reichsabtei Corvey erhielt das Kloster 2006 Reliquien des Apostels Bartholomäus, Justins des Philosophen und Märtyrers, des Merkurios sowie der Äbte Liudolf und Drutmar von Corvey. Im Kloster wird die Tradition der Merkurios-Verehrung fortgeführt. 2012 erhielt die Merkurios-Reliquie dafür einen mit Schnitzereien verzierten Schrein aus Eichenholz. Einige neugegründete bulgarische Klöster erhielten für ihre Altäre Partikel der Buchhäger Reliquien.
Da das Kloster auf dem Territorium des ehemaligen Stammesherzogtums Sachsen steht, wird auch die Tradition der Verehrung des Patrons der Sachsen, des heiligen Veit, weitergeführt.

## Kirchlicher Status
1993 wurde das Kloster kanonisch in die bulgarisch-orthodoxe Kirche eingebunden, 1994 erhielt es sein Statut, das auf eines zurückgeht, das bereits 1982 auf dem Athos für die deutsche Neugründung erstellt worden war. Darin wurden der deutsche Nationalcharakter und die monastische Autonomie des Klosters festgelegt.
Theologisch wird diese Gründung dadurch gerechtfertigt, dass es dem Zeugnis der Slawenapostel Kyrill und Method entspricht, die schon vor 1000 Jahren das Recht aller Völker verteidigt hatten, in der eigenen Sprache den Gottesdienst zu halten und eigenständige kirchliche Strukturen zu entwickeln.

## Liturgie und Spezifika
Neben der Pflege der byzantinischen Liturgie ist die Pflege des liturgischen Gesanges („deutscher Choral“) eine Besonderheit. Dieser Choralgesang wurde vom Abt des Klosters für den orthodoxen Gottesdienst in deutscher Sprache entwickelt. Der deutsche Choral greift den byzantinischen Gesang auf, wie er in den Athosklöstern und anderen monastischen Zentren der orthodoxen Kirche praktiziert wird. Er ist notiert in der in der römisch-katholischen Abtei Solesmes entwickelten linierten Choralnotation. Seine Besonderheit besteht darin, dass er auf der Naturtonreihe basiert. Angestrebt wird eine zum Singen eingerichtete Fassung der Melodien, die zum prosodischen und klanglichen Charakter des Deutschen passt.
Bezüglich der angemessenen sprachlichen Form steht das Kloster in Kontakt zu sprachpflegenden Gesellschaften wie der rechtskonservativen Neuen Fruchtbringenden Gesellschaft oder dem Verein für Sprachpflege e. V. (VfS), der die Zeitschrift Deutsche Sprachwelt herausgibt. Abt Johannes (Pfeiffer) ist Mitglied dieses Vereins.

### Buchhäger Psalter
Als Grundlage für den Psalmengesang im Kloster dient eine von Abt Johannes erstellte, 2008 erschienene Übersetzung, der Buchhäger Psalter, um das Stundengebet auf Deutsch abhalten zu können. Im Gegensatz zu anderen Übersetzungen aus dem hebräischen Urtext bietet der Buchhäger Psalter eine deutsche Übersetzung auf der Grundlage der Septuaginta, der Übersetzung des Urtextes in die Altgriechische Sprache. Der Psalter übernimmt die Zählung der Psalmen und die Psalmenüberschriften der Septuaginta, die auch den Psalm 151 enthält, der im masoretischen Text des Tanach nicht enthalten ist. Nach orthodoxer Tradition sind die Psalmen in 20 Kathismen eingeteilt, die wiederum in je drei Unterabschnitte geteilt sind. In Klammern ist bei jedem Psalm zusätzlich angegeben, zu welchem Gottesdienst er gehört.

## Verbindungen zur Neuen Rechten
Die Verlagsbuchhandlung Manuscriptum, Verlagsausgründung des ursprünglich grün-alternativen Manufactum-Gründers Thomas Hoof, deren inhaltliche Tendenz, wie durch Medienberichte 2014 bekannt wurde, zunehmend von rechtskonservativen und neu-rechten Positionen bestimmt wird und die Autoren wie Björn Höcke, Rolf Peter Sieferle und Akif Pirinçci verlegt, nannte das Kloster mit Foto auf der Titelseite ihres Internet-Auftritts und widmete ihm eine eigene Unterseite, die auf die Veröffentlichungen verwies und auf die Homepage des Klosters weiterleitete. Heute finden sich bei Manuscriptum keine Veröffentlichungen zum und Verweise auf das Kloster Buchhagen mehr.
Für die graphische Gestaltung seiner Veröffentlichungen und die Verwendung gebrochener Schriften erhielt das Kloster im Jahr 2012 den Förderpreis der Stiftung Deutsche Schrift des Bundes für deutsche Schrift und Sprache, mit dem Erhaltung, Förderung und Verbreitung der gebrochenen Schriftarten und der deutschen Schreibschrift sowie die entsprechende künstlerische Gestaltung der typographischen Arbeiten ausgezeichnet werden sollen. Wie das Fernsehmagazin Panorama am 28. März 2019 berichtete, wird der Bund für deutsche Schrift und Sprache von Kritikern im äußerst rechten Milieu mit entsprechenden Kontakten verortet; der Bund verwahre sich gegen den Vorwurf der Rechtslastigkeit.
Im Jahr 2018 wurde das Kloster aufgrund der Veröffentlichung der Buchhäger Göttlichen Liturgie beim Wettbewerb Sprachwahrer des Jahres der Zeitschrift Deutsche Sprachwelt des Vereins für Sprachpflege nominiert. Der Deutsche-Sprachwelt-Chefredakteur und Schriftleiter des Vereins für Sprachpflege, Thomas Paulwitz, ist ebenso wie sein Bruder Michael Paulwitz (der im Kontext der DS nicht auftaucht) Stamm-Autor der "Jungen Freiheit".

## Lebensweise
Die Mönche leben in Zurückgezogenheit und Gebet. Im Stiftungsstatut heißt es: „Das Kloster dient der Erneuerung des christlichen Geistes und der christlichen Kultur Deutschlands aus dem Erbe der alten, ungeteilten Kirche, wie es in den orthodoxen Kirchen bis heute lebendig ist.“ Mehrtägige Aufenthalte als Gast im Kloster sind für Männer bzw. männliche Jugendliche (ab 14 Jahren) möglich.
Das Kloster Buchhagen ist eine Station auf dem Pilgerweg Loccum–Volkenroda. Es liegt auf der Etappe 07 von Bodenwerder nach Kirchbrak. Als Männerkloster bietet es nur Übernachtung für Männer an.

## Freundeskreis
Die Familiaren sind ein Kreis orthodoxer Christen, die dem Kloster in mehrerer Hinsicht verbunden sind. Die Mitgliedschaft in der Familiaritas, einer gemeinnützigen Personenvereinigung, setzt die Mitgliedschaft in der orthodoxen Kirche voraus. Die Familiaren sind keine Mönche, sondern leben bewusst als orthodoxe Christen in der Welt. Sie haben im Kloster ihren geistigen Vater und finden dort geistigen Rückhalt und Orientierung. Daneben gibt es Förderer des Klosters, die nicht organisiert sind und nicht der orthodoxen Kirche angehören müssen. Eine gemeinnützige „Stiftung deutsches orthodoxes Dreifaltigkeitskloster“ wurde eingerichtet, um das Kloster, das wirtschaftlich auf sich selbst gestellt ist, finanziell zu unterstützen.

## Veröffentlichungen des Klosterverlags (Auswahl)
- Archimandrit Johannes: Daß ihr anbetet in Geist und Wahrheit, Morphologie und Mystagogie des orthodoxen Tagzeitengebetes. Verlag des Klosters Buchhagen, 1999, ISBN 978-3-926236-06-7 (268 Seiten).
- Ritualbuch des Heiligen Berges. Athos-Typikon. Ausgabe des heiligen Klosters Buchhagen, 2005, ISBN 3-926236-12-4 (252 Seiten).
- Die Psalmen deutsch aus der Septuaginta. Buchhäger Psalter. Verlag des Klosters Buchhagen, 2008, ISBN 978-3-926236-07-4 (284 Seiten).
- Archimandrit Johannes: Vom Mysterium des Mönchtums. Verlag des Klosters Buchhagen, 2012, ISBN 978-3-926236-16-6 (64 Seiten).
  - Auf Veranlassung des Patriarchats von Moskau und der ganzen Rus ins Russische übersetzt:[30] Схиархимандрит Иоанн: О таинстве монашества, 2016.
- Archimandrit Johannes: Der Weg zum naturtönigen Kultgesang, das musikalische System des deutschen orthodoxen Kirchengesangs, seine geistigen und geschichtlichen Voraussetzungen, seine Symbolik und die harmonikale Struktur der Obertöne. Musikalisch-philosophisches Lehrbuch. Verlag des Klosters Buchhagen, 2012, ISBN 978-3-926236-09-8 (280 Seiten).
- Die Göttliche Liturgie. Verlag des Dreifaltigkeitsklosters, 2017, ISBN 978-3-926236-19-7, (Leseprobe, books.google.de).